# Lost the way
《Lost the way》是日本的女子音樂組合DiVA的第3張單曲，於2012年3月21日由avex trax發售。

## 概要
單曲分為通常盤Type-A、Type-B、Type-C和劇場盤4種形式發售，劇場盤是由mu-mo發售。
這是新成員加入後首張單曲。
本作是DiVA的樂曲首次有商業搭配的作品。標題曲是電影《奥特曼傳奇》的主題曲，本作品DiVA自身也有參與這部電影的演出。另外，Type-A收錄的《悲傷的Mirage》是舞台「NANTA」的日本公演官方應援歌曲。
Type-B收錄的《Stargazer》是在2010年發售，增田有華的個人出道（ソロデビュー）單曲的重新錄音版本。順帶一提，該張單曲跟AKB48沒有直接關聯。

## 收錄曲

### Type-A
CD
1. Lost the way
（作詞：秋元康、作曲：小内喜文、編曲：D.L.M.）
2. 悲傷的Mirage
（作詞：秋元康、作曲：早川暁雄、編曲：D.L.M.）
3. Lost the way（Instrumental）
4. 悲傷的Mirage（Instrumental）

DVD
1. Lost the way（Music Video）
2. History of New Member

初回特典
- 3rd單曲發售記念活動参加券

### Type-B
CD
1. Lost the way
2. Stargazer -2012 Here I am cuz of U- Yuka Masuda from DiVA [4:04]
（作詞：稲葉エミ、作曲：ヒロイズム&山下和彰、編曲：後藤康二）
3. Lost the way（Instrumental）
4. Stargazer -2012 Here I am cuz of U- Yuka Masuda from DiVA（Instrumental）

DVD
1. Lost the way（Music Video）
2. Lost the way Making Movie
3. DiVA in KOREA

初回特典
- 3rd單曲發售記念活動参加券

### Type-C
CD
1. Lost the way
2. 你是天馬 -DiVA Ver.- [4:56]
（作詞：秋元康、作曲：岡ナオキ、編曲：松井寛）
3. Lost the way（Instrumental）
4. 你是天馬 -DiVA Ver.-（Instrumental）

DVD
1. Lost the way（Music Video）
2. 朝まで生DiVA

初回特典
- 3rd單曲發售記念活動参加券

### 劇場盤
CD
1. Lost the way
2. 悲傷的Mirage
3. Stargazer-2012 Here I am cuz of U-Yuka Masuda from DiVA
4. 你是天馬ｰOriginal Track Cover-

特典
- 生写真1張
- 劇場盤發售記念握手会参加券

## 外部連結
- DiVA Official Website - DISCOGRAPHY （页面存档备份，存于）